# Ludolf II. von Dassel
Ludolf II. von Dassel (* vor 1174; † nach 1209) war Graf von Dassel. Er war der älteste Sohn und Erbe des Grafen Ludolf I. von Dassel. 
Spätestens in seiner Zeit erfolgte die Belehnung seines Geschlechts mit der Burg Nienover, dem dazugehörigen Solling und weiterer mit dieser Grafschaft verbundenen Rechten. Damit fand eine Verlagerung des Schwerpunkts von Dassel nach Nienover und an die Weser statt. 
Ludolf nahm 1189 am Dritten Kreuzzug teil. Um seine Teilnahme zu finanzieren, verkaufte er 1188 Streubesitz in Sülbeck (heutige Gemeinde Nienstädt), den die Grafen von Dassel durch ihre Verwandtschaft mit den Grafen von Schauenburg und Holstein erlangt hatten.  Im Folgejahr verkaufte er auch den aus dieser Verwandtschaft stammenden Streubesitz in Salbke.
Mit seinem Bruder Adolf I. von Dassel kämpfte er gegen Heinrich den Löwen. Dessen Sturz brachte ihnen Besitzzugewinn und einen zunächst ungestörten Ausbau ihrer Herrschaft in Südniedersachsen.

## Ehe und Kinder
Ludolf heiratete vor 1188, seine Gattin stammte vermutlich aus dem Geschlecht von Schwarzfeld. Mit ihr hatte er folgende Kinder:
- Adolf II. von Dassel
- Ludolf III. von Dassel ⚭ Benedicta
- Reinold III., Domherr in Hildesheim
- Sigebodo, Domherr in Verden
- Adelheid ⚭ 1220 Berthold von Schöneberg